# جون أسبينال
جون أسبينال (بالإنجليزية: John Aspinall)‏ هو لاعب كرة قدم ومدرب كرة قدم بريطاني، ولد في 15 مارس 1959 في بيركنهيد ‏ في المملكة المتحدة. لعب مع نادي ألترينتشام ونادي بانغور سيتي ونادي ترانمير روفرز لكرة القدم.